# 작은원근

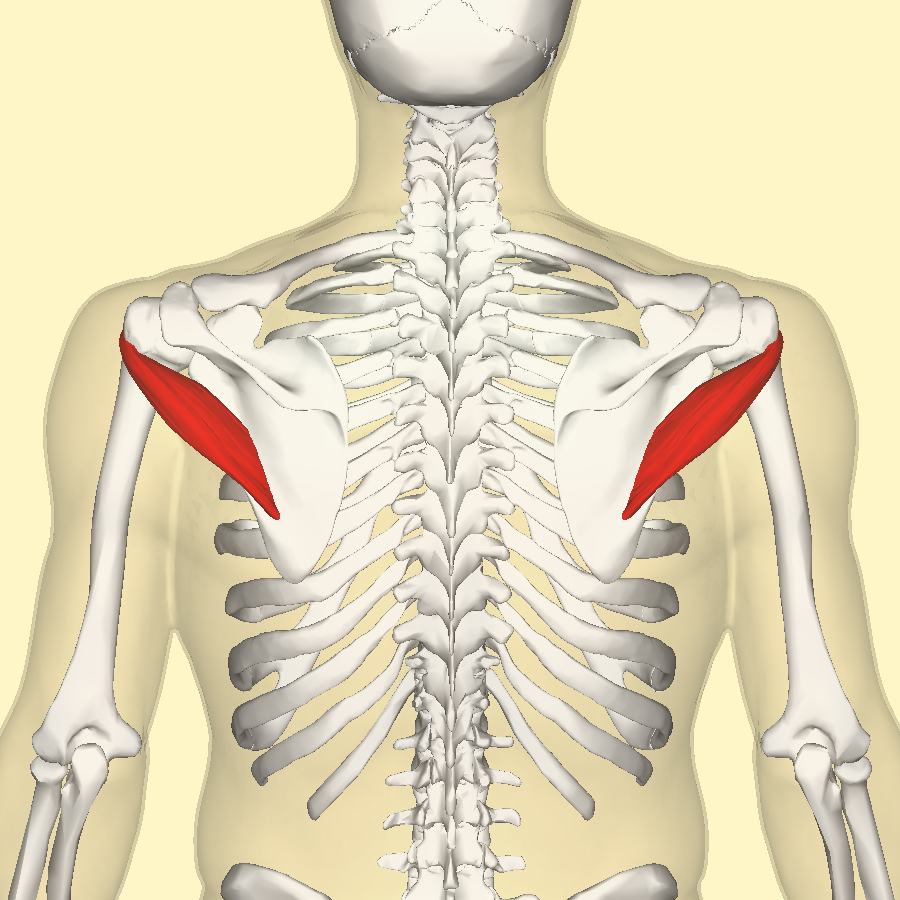
뒤에서 본 소원근(적색부분)

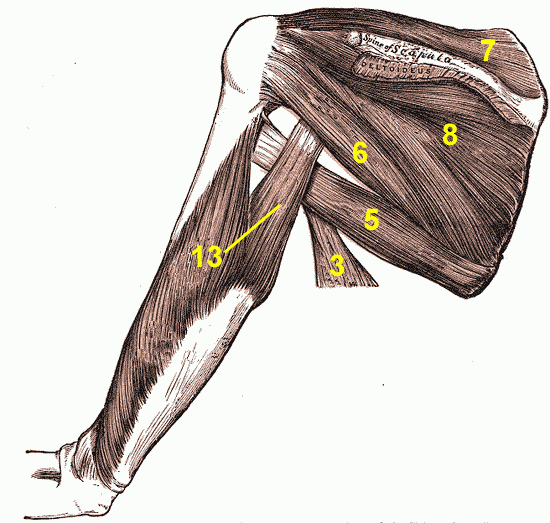
좌측 견갑골(scapula) 등 부분에 있는 근육과 상완삼두근(Triceps brachii muscle):
1. 3은 광배근(Latissimus dorsi muscle)
2. 5는 대원근(Teres major muscle)
3. 6은 소원근(Teres minor muscle)
4. 7은 극상근(Supraspinatus muscle)
5. 8은 극하근(Infraspinatus muscle)
6. 13은 상완삼두근 장두(long head)

작은원근(teres minor) 또는 소원근은 회전근개(rotator cuff)의 가늘고 긴 근육이다. 좌측 혹은 우측 견갑골 외측연(lateral border)과 인근 후방표면(posterior surface)에서 시작하여, 상완골(humerus) 대결절(greater tubercle)과 관절낭(joint capaule) 후방표면에서 만입된다.
주요 기능은 팔이 외전(abduction)할 때 상완골두(humeral head)가 위로 미끄러지는 것을 막음으로써, 삼각근(deltoid)의 활동을 조절한다. 또한 상완골을 외회전(lateral rotation)시키는 기능이 있다. 액와신경(axillary nerve)이 분포되어 있다.

## 구조
상부 2/3지점인 견갑골(scapula) 액와연(axillary border) 배측면(dorsal surface), 그리고 두 건막판(aponeurotic lamina)에서 시작되는데, 두 건막판 중 하나는 극하근(infraspinatus)에서 갈라지고, 다른 하나는 대원근(teres major)에서 갈라진다.
섬유는 상방과 외측으로 비스듬히 뻗어나간다. 상부섬유(upper fiber)는 상완골 대결절의 세 압흔(impression) 중 최하단에 위치한 것으로 만입되는 힘줄에서 끝난다. 하부섬유(lowest fiber)는 이 자국 바로 아래에 있는 상완골로 만입된다.

### 관계
소원근은 견갑골 외측연과 인근 후방표면에서 시작된다. 상완골 대결절에서 만입된다. 힘줄(tendon)은 가로질러 가고 어깨관절(shoulder joint)의 관절난 상부부위와 합쳐진다.

### 신경분포
거짓신경절(pseudoganglion)을 형성하는 액와신경(axillary nerve)의 후지(posterior branch, 뒷가지)가 분포되어 있다. 거짓신경절은 신경세포(nerve cell)가 없지만 신경섬유(nerve fiber)는 있는 것을 말한다. 이곳에 분포하는 신경섬유가 손상되는 것은 상당히 심각하다.

### 변형
소원근 근육섬유군은 극하근과 혼동되기도 한다.

## 기능
극하근과 소원근은 상완골두(head of the humerus)에 붙어있다. 회전근개의 일부로서 이 두 근육은 견갑골 관절와의 상완골두를 붙잡는 것을 돕는다. 후방삼각근(posterior deltoid)와 함께 상완골 외회전과 내전(adduction)을 한다.
소원근은 최대수축(maximal contraction) 시에는 어깨의 45도 내회전(internal rotation)에서 0.2cm의 내전근 모먼트암(moment arm, 돌림축과 힘 간의 수직거리), 어깨의 45도 외회전(external rotation)의 0.1cm의 내전근 모먼트암으로, 매우 작은 수준의 견갑골면(scapular plane) 내전만을 만들 수 있다.

## 임상적 의의

### 부상
회전근개(rotator cuff) 부상은 급성 파열(acute tear)과 만성파열(chronic tear) 두 가지가 있다. 급성파열은 갑작스런 움직임으로 발생한다. 이는 강력한 건지기, 수상스포츠에서 빠르게 움직이는 줄 잡기, 넘어지면서 손 뻗치기, 카약 중에 노를 갑자기 세게 젓는 것 등이 있다. 만성파열은 장기간 발달한다. 힘줄 밑을 지나는 뼈와의 마찰로 인하여, 힘줄이나 그 부근에서 발생한다. 소원근은 회전근개파열 이후에도 정상이다.

### 영상

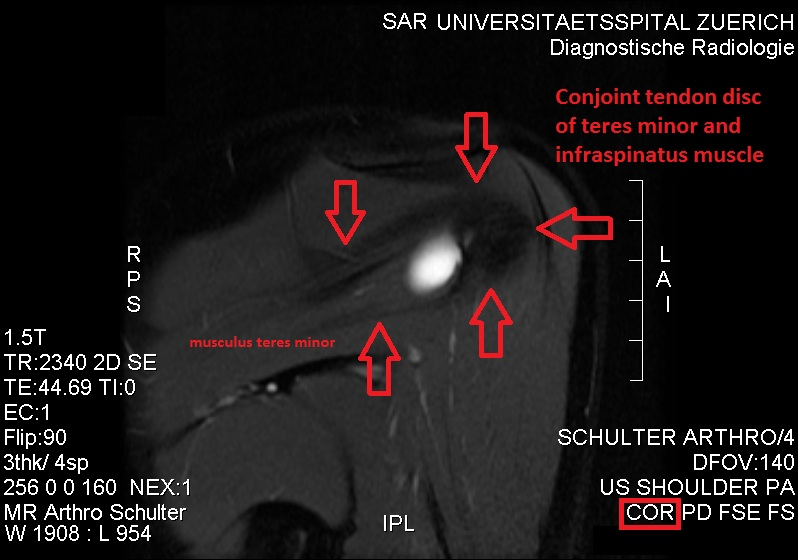
소원근과 극하근의 결합건 디스크(conjoint tendon disc)

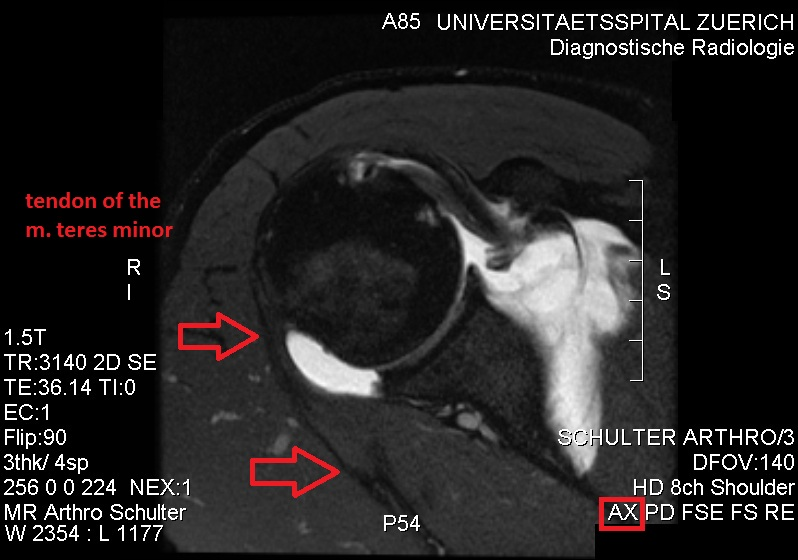
병적 수준으로 MRI 저신호강도(hypointense signal)를 보이는 소원근

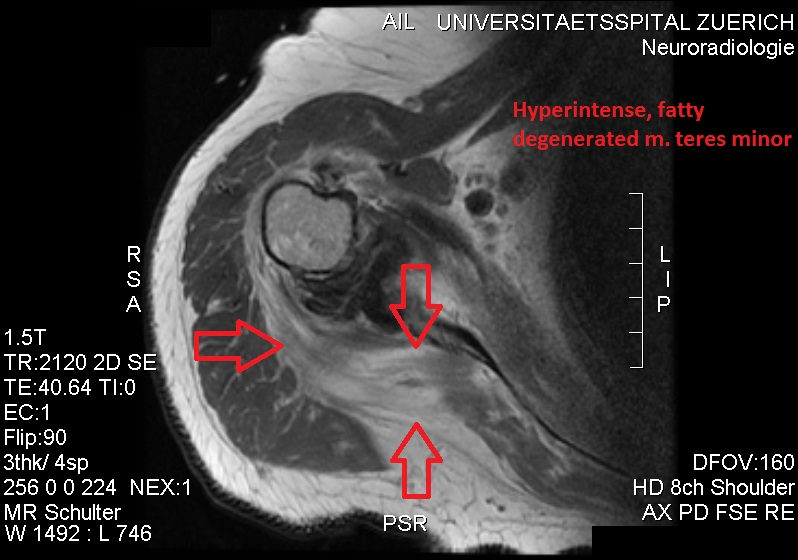
MRI 고신호강도(hyperintense signal)를 보이는 지방 퇴화 소원근

소원근 위축(atrophy)은 회전근개파열의 결과로 발생한다. 그러나 단독적인 소원근위축도 있다. 사변공증후군(quadrangular space syndrome)은 해부학적 터널을 지나는 구조의 과도한 혹은 압착을 일으킨다. 액와신경과 후방상완골선회동맥(posterior humeral circumflex artery)은 사변공을 지나간다. 처음엔 어깨통증과 팔 아래 저림(paresthesia)을 느끼고 외전(abduction), 신전(extension), 외회전(external rotation), 머리위로 들어올리는 동작에서 느낀다. 소원근 선택적 위축이 보이면 해당 액와신경지맥이나 후방상완골선회동맥의 압축과 함께 견인된다. 섬유대(fibrous band), 관절순(glenoid labrum)의 낭종(cyst), 지방종(lipoma)이나 정맥팽창(dilated vein)은 사변공을 점령하여 병을 일으킬 수 있다. 전방어깨탈구(anterior shoulder dislocation), 상완골 경부골절, 완신경총(brachial plexus) 부상, 흉곽출입구증후군(thoracic outlet and inlet syndrome)에서도 증상이 흔하다.
초음파검사(ultrasonography)는 소원근의 지방 퇴행성 위축을 탐지하며, 다친 근육의 에코발생(echogenicity)가 늘어나고 근육부피의 약간의 감소가 보이기도 한다. MRI는 신경성 근위축(neurogenic muscle atrophy) 진단에 유용하다. 외상 후 세포외수종(extracellular edema)은 신경 손상을 일으키며, MRI T2강조영상(T2-weighted MRI) 결과에서의 신호강도(signal intensity) 증가와 T1강조영상 결과물에서의 신호강도 정상을 보인다. 후방상완골선회동맥 압축과 스트레스를 유발하는 팔 위치나 조작으로 인한 혈류 감소는 도플러초음파검사(Doppler ultrasonography)로 진단할 수 있다. 혈관 옆 신경이 탐지된다. 팔을 들어올린 자세에서는, 액와신경혈관다발(axillary neurovascular bundle)이 삼각근을 관통하기 바로 직전에 후방겨드랑주름(posterior axillary fold)에서 보일 수 있지만, 팔을 내린 자세에서는 후방 코스(posterior course)가 잘 보인다. 동맥의 자세한 진단을 위하여, 공명혈관영상(MR angiography)이 필요하다. 초음파검사는 무게를 갖는 공간을 탐지하는 것이다. 근전도검사(electromyography)는 신경전도(nerve conduction) 속도 감소와 관련 근육의 신경제거(denervation) 상태를 밝혀내는데 유용하다.

## 같이 보기
- 극하근
- 대원근
- 회전근개